# Gare de Narva
La gare de Narva est une gare ferroviaire Estonienne de la ligne de Tallinn à Narva. Elle est située sur le territoire de la ville de Narva à proximité de la frontière avec la Russie.

## Situation ferroviaire
Ligne de Tallinn à Narva proche de la frontière Russe.

## Histoire
La gare est ouverte en 1870 par les Chemins de fer de la Baltique.

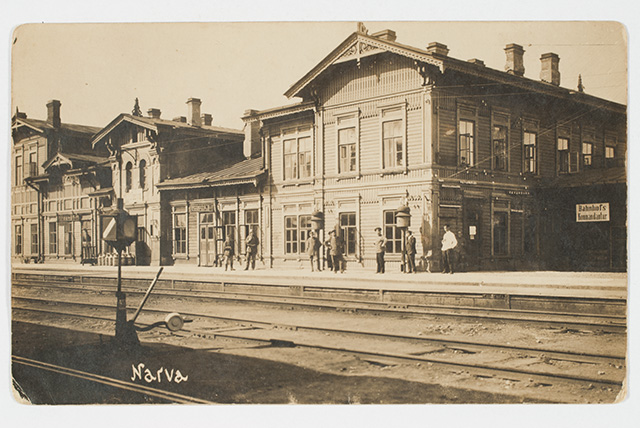
Ante 1919.
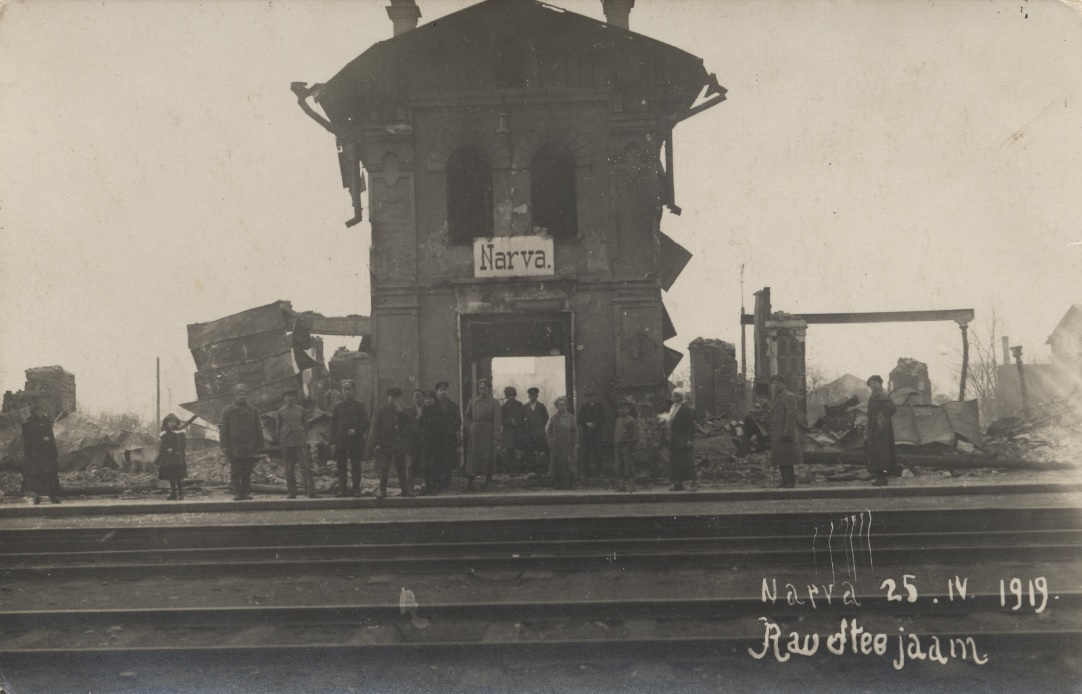
Les bâtiments détruit par la guerre en 1919.
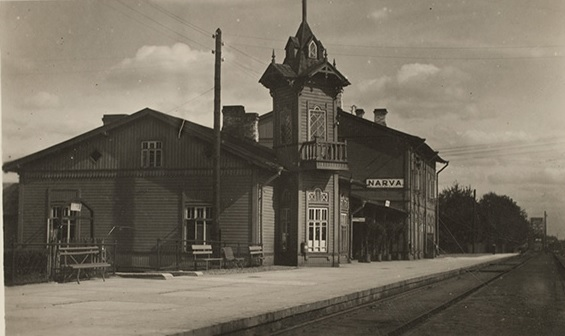
Bâtiment en bois de 1937.